# Seneffe
Seneffe es una comuna de la región de Valonia, en la provincia de Henao, Bélgica. Al 1 de enero de 2019 tenía una población estimada de 11 433 habitantes.

## Geografía
Se encuentra ubicada al centro del país, y esta bañada por el río Samme.

### Secciones del municipio
El municipio comprende los antiguos municipios, que se fusionaron en 1977:
| - Seneffe - Arquennes - Familleureux - Feluy - Petit-Rœulx-lez-Nivelles |

## Demografía

### Evolución
Todos los datos históricos relativos al actual municipio, el siguiente gráfico refleja su evolución demográfica, incluyendo municipios después de efectuada la fusión el 1 de enero de 1977.
| Gráfica de evolución demográfica de Seneffe entre 1846 y 2019 |
|                                                               |